# 埃米利奥·维拉里
埃米利奥·维拉里（義大利語：Emilio Villari，1836年9月25日—1904年8月20日），意大利物理学家。